# HMS London (1899)
El HMS London fue uno de los cinco acorazados pre-dreadnought de la clase London, siendo buque líder de su clase. Fue el noveno buque de la Royal Navy con ese nombre desde 1636 hasta su construcción a finales del siglo XIX. Los London eran una subclase de los pre-dreadnoughts de la clase Formidable, con modificaciones en el blindaje. El buque fue puesto en quilla en diciembre de 1898, botado en septiembre de 1899 y completado en junio de 1902. Puesto en servicio el mismo mes, sirvió en la Flota del Mediterráneo hasta principios de 1907. Fue asignado a la División Nore de la Home Fleet durante casi un año antes de ser transferido a la Flota del Canal. Considerado obsoleto con la aparición de los nuevos acorazados a finales de 1906, se sometió a un extenso reacondicionamiento en 1909, después de lo cual sirvió en la Flota del Atlántico. Fue asignado nuevamente a la Segunda Flota en 1912 como parte del 5.º Escuadrón de Batalla, siendo temporalmente equipado con una rampa improvisada para experimentos con aviones navales hasta 1913. 
Tras el estallido de la Primera Guerra Mundial, el escuadrón se unió a la Flota del Canal antes de que el London se separara de la misma en marzo de 1915 para participar en la Campaña de los Dardanelos, apoyando a las fuerzas de ANZAC cuando desembarcaron en Kabatepe y Bahía Anzac el 25 de abril de 1915. Permaneció en el Mediterráneo, apoyando a la Marina Real Italiana en el Mar Adriático hasta octubre de 1916. Al regresar al Reino Unido, estuvo inactivo hasta que fue reconvertido en minador a principios de 1918, lo que implicó la eliminación de su armamento principal. Sirvió en el 1.er  Escuadrón de Minado de la Gran Flota hasta el final de la guerra. Puesto en reserva en 1919, finalmente fue desguazado en 1922.

## Diseño y descripción

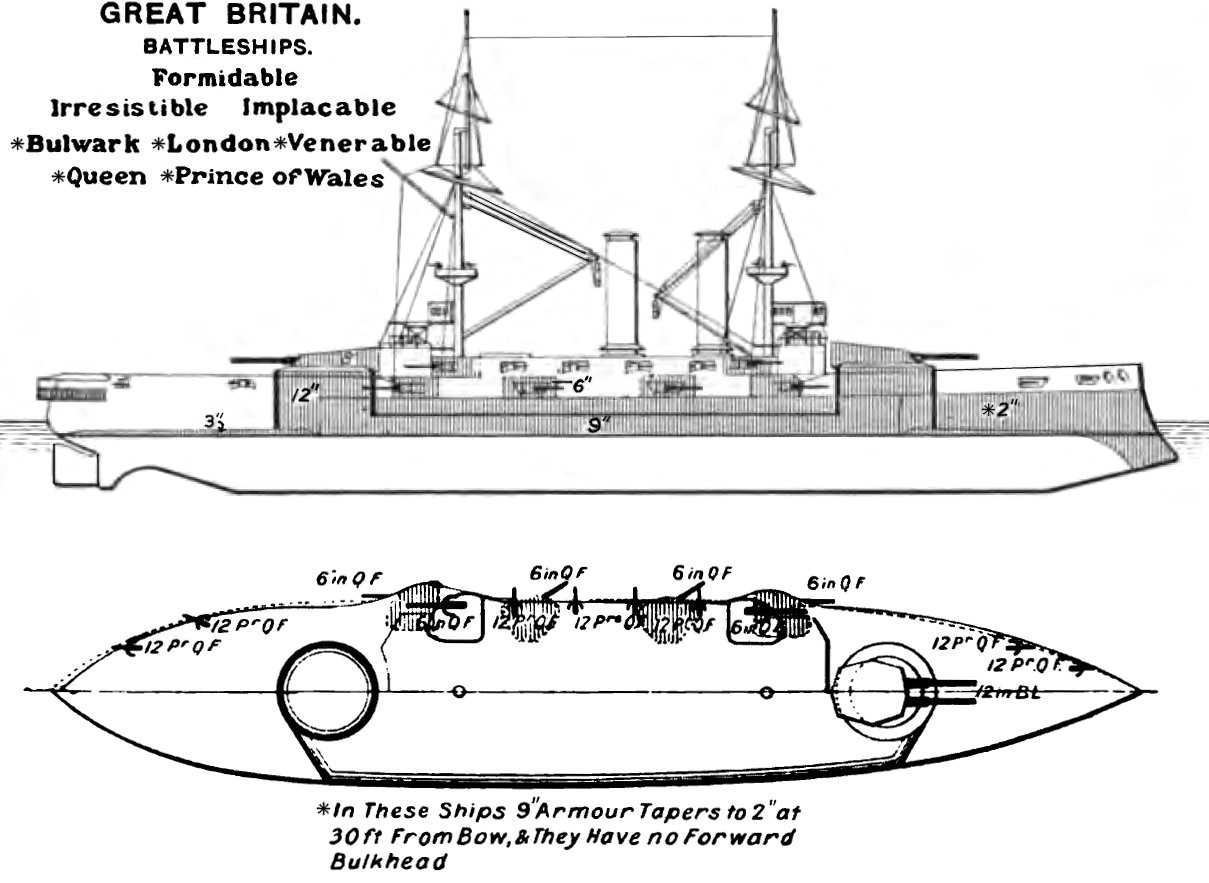
Plano simplificado con expresión del armamento de la clase London en 1906

La orden de construcción de los cinco buques de la clase London data de 1898 en respuesta al aumento de la construcción naval por parte de la Armada Imperial Rusa. El diseño para la clase London se preparó en 1898; era una repetición virtual de la clase Formidable anterior, aunque con una revisión significativa del esquema de protección del blindaje delantero. En lugar de un mamparo transversal tradicional para el extremo delantero del blindaje del cinturón principal, el cinturón se llevó más adelante y gradualmente se estrechó en grosor. También se reforzó el blindaje de cubierta.
El London tenía 131,6 metros (m) (431 pies y 9 pulgadas) de eslora, con una manga de 22,9 m (75 pies) y un calado de 7,9 m (26 pies). Desplazaba 14.700 t (14.500 toneladas largas) normalmente y hasta 16.000 t (15.700 toneladas largas) a plena carga. La nave tenía una altura metacéntrica de 1,36 m (4,46 pies). Su tripulación contaba con 714 oficiales y marineros regularmente. Los barcos de la clase London estaban propulsados por un par de máquinas de vapor verticales invertidas de triple expansión, de tres cilindros. Éstos eran de 31+1⁄2 pulgadas (800 mm), 51+1⁄2 pulgadas (1.310 mm) y 84 pulgadas (2.100 mm) de diámetro con una carrera de 4 pies y 3 pulgadas (1,30 m). Cada conjunto accionaba una hélice, utilizando vapor proporcionado por veinte calderas Belleville. Las calderas se dividieron en dos embudos ubicados en el centro del barco, que resultaban en 15.000 caballos de fuerza indicados (11.000 kW), resultando en una velocidad máxima de 18 nudos (33 km/h; 21 mph).
El armamento principal de la clase London consistía en cuatro cañones BL Mk IX de 12 pulgadas (305 mm) montados en torretas de dos cañones, una a proa y otra a popa de la superestructura. Su armamento secundario consistía en una docena de cañones BL Mk VII de 6 pulgadas (152 mm) montados en casamatas a los lados del casco. La defensa contra los torpederos fue proporcionada por dieciséis cañones de tiro rápido (QF) de 12 libras (3 pulgadas, 76 mm) 12 cwt, ocho de los cuales estaban montados en la superestructura central y los ocho cañones restantes estaban colocados en la cubierta principal a proa y popa y disparados a través de troneras sin blindaje en el casco. Cada uno de las dos cofas de combate estaba provista de tres cañones Hotchkiss QF de 3 libras y 1,9 pulgadas (47 mm). Como era costumbre en los acorazados de la época, también estaban equipados con cuatro tubos lanzatorpedos sumergidos de 18 pulgadas (450 mm) en el casco, dos en cada costado.
El London tenía un cinturón blindado de 9 pulgadas (229 mm) de grosor; los mamparos transversales en el extremo de popa de la cinta tenían de 9 a 12 pulgadas (229 a 305 mm) de espesor. Las caras de la torreta del cañón principal estaban protegidas por placas de blindaje de 8 a 10 pulgadas (203 mm) de espesor, sobre barbetas de 12 pulgadas, y los cañones de casamata estaban protegidos con 6 pulgadas de acero Krupp. La torre de mando tenía lados de 14 pulgadas (356 mm) de espesor. La serie London equipaba sus buques con tres cubiertas blindadas, que variaban en espesor entre 1 y 2,5 pulgadas (25 y 64 mm) cada una.

## Historial de servicio

### Antes de la Primera Guerra Mundial

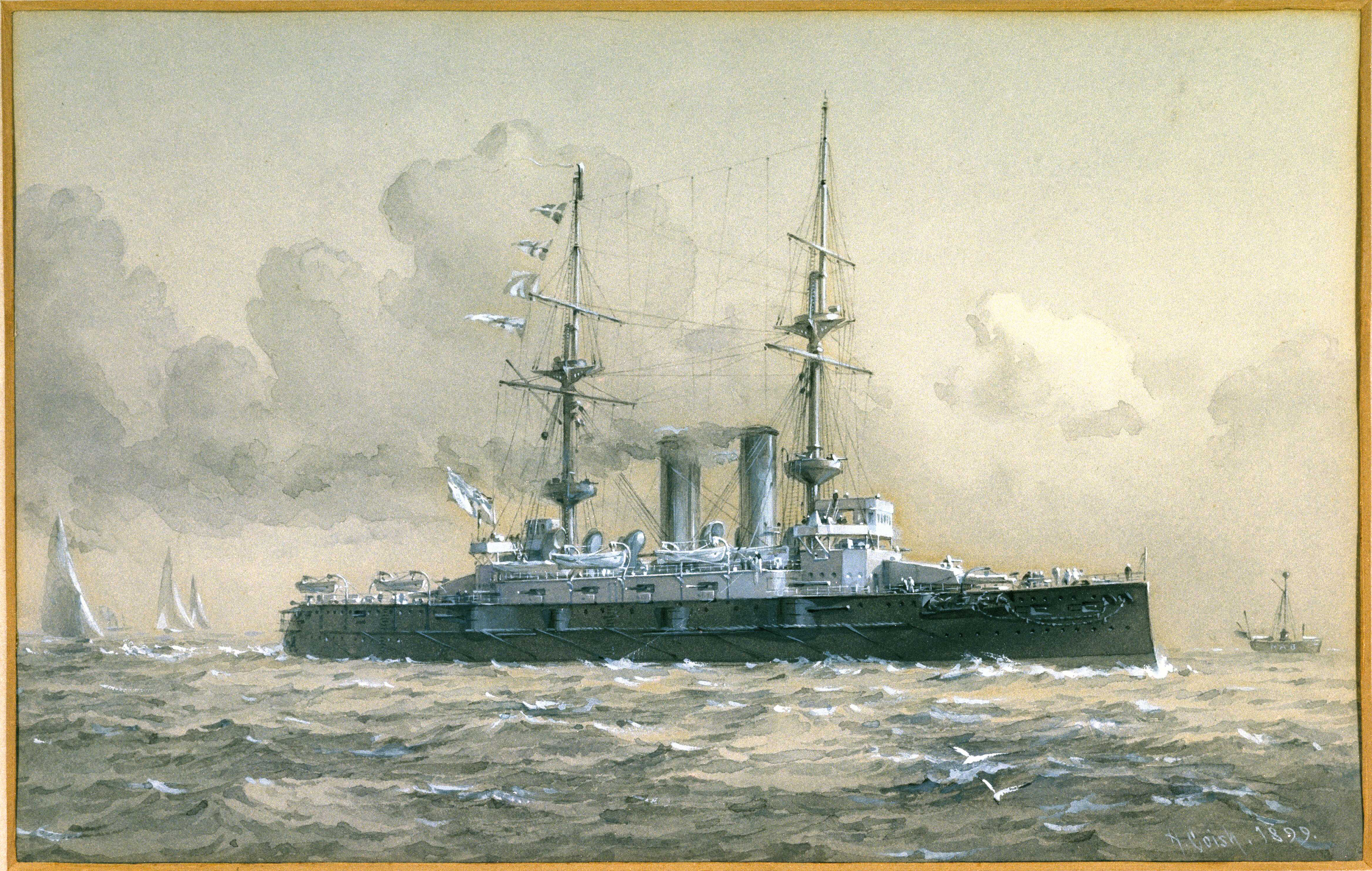
Pintura del HMS London en 1899

El HMS London fue puesto en quilla en el astillero de Portsmouth el 8 de diciembre de 1898, botado el 21 de septiembre de 1899 y completado en junio de 1902. El London fue asignado en el astillero de Portsmouth el 7 de junio de 1902 para servir en la Flota del Mediterráneo, con el capitán James Goodrich al mando. Antes de partir de aguas nacionales, estaba programado para servir como buque insignia para el desfile naval con ocasión de la coronación del Rey Eduardo VII en Spithead, prevista para el 28 de junio de 1902. Sin embargo, el rey cayó enfermo y la coronación y el desfile naval se retrasó para agosto de 1902, ya sin el London. El buque salió de Portsmouth a principios de julio, deteniéndose en Gibraltar, llegando a Malta el 14 de julio. En septiembre de 1902 visitó el Mar Egeo con otros barcos de la escuadra para realizar maniobras combinadas cerca de Nauplia (Grecia). Mientras estuvo en el Mediterráneo, se sometió a reformas en Malta en 1902-1903 y 1906. 
Durante su encuadramiento en la Flota del Mediterráneo el London rindió visita de cortesía a Barcelona el 4 de julio de 1905, proveniente de Mahón y puso rumbo seguidamente a Gibraltar el 11 de julio, junto con otros nueve buques de la flota. A partir de 1905 se le fueron retirando sus cañones de 3 libras retirados gradualmente.
En marzo de 1907, el London fue transferido a la División Nore (Home Fleet), en el Nore, y luego a la Flota del Canal el 2 de junio de 1908, sirviendo como buque insignia con bandera de contralmirante. Se sometió a un reacondicionamiento en el astillero de Chatham en 1908, que incluyó la transferencia de sus dos últimos cañones de 3 libras de su mástil de proa a su puente de popa y se instaló un puente volante en la popa. El 19 de abril de 1909 se le liberó del servicio para que se sometiera a otra extensa remodelación, que supuso la eliminación del puente anteriormente instalado. Completado su reacondicionamiento, el London fue comisionado en Chatham el 8 de febrero de 1910 para servir como Segundo buque insignia del Contralmirante en la Flota del Atlántico. Más tarde ese mismo año, le quitaron los dos últimos cañones de 3 libras. Bajo la reorganización de la flota del 1 de mayo de 1912, pasó a formar parte de la Segunda Flota Nacional en el Nore, reducido a un núcleo de tripulación y asignado a la 3.er Escuadrón de Batalla.
Chocó con el vapor mercante SS Don Benite el 11 de mayo de 1912. Fue transferido al 5.º Escuadrón de Batalla y fue utilizado en pruebas experimentales con aviones desde mayo de 1912 hasta 1913, empleando una rampa construida sobre su castillo de proa que había sido transferido desde el acorazado Hibernia. Durante estas pruebas, el comandante Charles Rumney Samson —que había realizado el primer despegue del mundo desde un barco en movimiento en mayo de 1912 desde el Hibernia utilizando un biplano Short S.27 mejorado y la misma rampa— repitió su hazaña al despegar en el mismo avión desde el London el 4 de julio de 1912 mientras el buque estaba en navegación. En 1913, el London retiró sus redes antitorpedos.

### Primera Guerra Mundial
Cuando estalló la Primera Guerra Mundial en agosto de 1914, el 5º Escuadrón de Batalla fue asignado a la Flota del Canal, con base en Portland. Su primera tarea fue escoltar a la Fuerza Expedicionaria Británica a través del Canal de la Mancha. Durante el primer mes de la guerra se probaron varios esquemas experimentales de pintura, pero se abandonaron rápidamente en favor de un gris más habitual. Se planeó brevemente desplegar la escuadra para reemplazar los barcos perdidos durante la acción del 22 de septiembre de 1914, pero las órdenes de transferencia al estuario del Medway fueron revocadas. El escuadrón se trasladó a Sheerness el 14 de noviembre de 1914 para protegerse de una posible invasión alemana. Mientras estuvo allí, el London estuvo presente cuando explotó el acorazado Bulwark. La tripulación del London se unió a los intentos de rescatar a los supervivientes. La investigación sobre la explosión se llevó a cabo a bordo del mismo London. El escuadrón regresó a Portland el 30 de diciembre de 1914.
En enero de 1915, las armadas británica y francesa comenzaron a enviar barcos al Mediterráneo oriental para comenzar las operaciones contra el Imperio Otomano, incluidos varios barcos del 5º Escuadrón de Batalla. A finales de mes, sólo el London, los acorazados Queen, Prince of Wales e Implacable, y los cruceros ligeros Topaze y Diamond estaban en Portland. En marzo de 1915, mientras las flotas británica y francesa que libraban la campaña de los Dardanelos se preparaban para lanzar un gran ataque el 18 de marzo, el comandante general, el almirante Sackville Carden, solicitó que dos acorazados más del 5º Escuadrón de Batalla, el Implacable y el Queen, fueran transferidos a su mando en previsión de pérdidas en la próxima operación. Cuando llegaron, los británicos habían perdido dos acorazados en el ataque del 18 de marzo, lo que llevó al Almirantazgo a disolver finalmente el 5º Escuadrón y enviar al London y al Prince of Wales a unirse a la flota. Antes de partir, fueron modificados ligeramente para las operaciones frente a los Dardanelos, incluida la instalación de un par de cañones antiaéreos de 3 libras en sus alcázares y la reinstalación de redes antitorpedos.

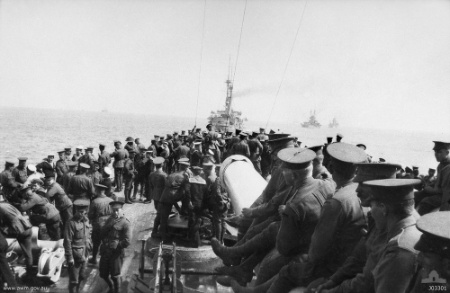
Tropas australianas a bordo del London en plena acción en la Batalla de Gallípoli, 24 de abril de 1915

El London llegó a Lemnos el 23 de marzo de 1915, y durante el mes siguiente, participó en los preparativos de la flota británica y francesa para los desembarcos en el Cabo Helles y en la ensenada de Anzac, el comienzo de la parte terrestre de la campaña de Galípoli. A su llegada al Mediterráneo oriental, el London se unió a la 2.ª Escuadra, comandada por el contralmirante Cecil Thursby. Apoyó los principales desembarcos en Gaba Tepe y Anzac Cove el 25 de abril de 1915. El London llegó a la playa de desembarco alrededor de la medianoche, junto con el Queen y el Prince of Wales; se les encomendó la tarea de apoyar el desembarco de la 3ª Brigada Australiana. El London cubría el flanco izquierdo en su avance a la playa. En el transcurso del desembarco, el London y los otros barcos de cobertura proporcionaron fuego de cobertura mientras las tropas del ANZAC avanzaban tierra adentro y ayudaron a suprimir la artillería otomana.
El London, junto con los acorazados Implacable, Queen y Prince of Wales, fue transferido a la 2ª Escuadra Destacada, organizada para reforzar la Armada italiana en el Mar Adriático cuando Italia declaró la guerra a Austria-Hungría. Tenía su base en Tarento y se sometió a un reacondicionamiento en Gibraltar en octubre de 1915 durante su servicio en el Adriático. En octubre de 1916, el London regresó al Reino Unido, rindiendo su comisión en el astillero de Devonport para proporcionar tripulaciones a los buques antisubmarinos, siendo amarrado en puerto. Mientras estaba inactivo, se sometió a una remodelación entre 1916 y 1917. El trabajo incluyó la eliminación de los cañones de 6 pulgadas de la cubierta principal y los cañones de 12 libras de la cubierta superior y el traslado de cuatro de las armas de 6 pulgadas a la batería de la cubierta superior donde se habían ubicado los cañones de 12 libras.

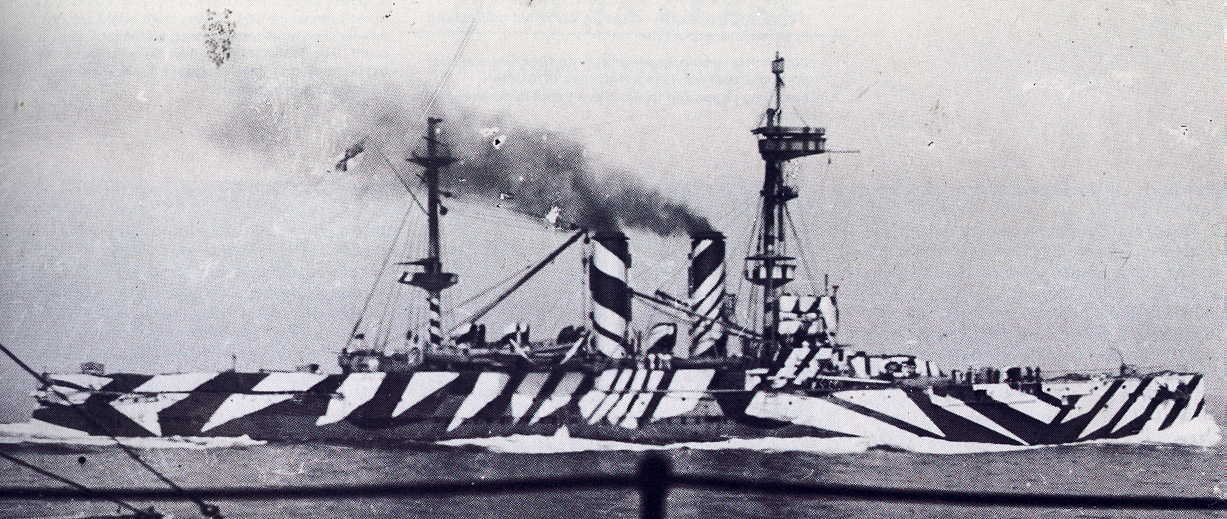
Camuflaje en alto contraste del London en los últimos meses de la guerra, ya como minador

En febrero de 1918, el London se trasladó a Rosyth y comenzó su conversión en minador. La conversión incluyó la eliminación de sus cuatro cañones de 12 pulgadas (305 mm) y sus redes antitorpedos, el reemplazo de su torreta de la batería principal por un cañón de 6 pulgadas y la instalación de equipo de colocación de minas en su alcázar, incluidos rieles para 240 minas, y de una pantalla de lona para ocultar todo el alcázar de la vista externa. También recibió un esquema experimental de pintura de camuflaje de alto contraste. La conversión se completó en abril de 1918, y el 18 de mayo de 1918 el London fue puesto de nuevo en servicio en Rosyth para el servicio en el 1er Escuadrón de Minado de la Gran Flota. Antes de que terminara la guerra, el 11 de noviembre de 1918, el London ya había colocado 2 640 minas en la Barrera de Minas del Mar del Norte.

## Posguerra
En enero de 1919, el London fue reducido a la reserva en Devonport como buque depósito y repintado de gris. Como parte de una organización de la flota de posguerra, fue asignada a la 3.ª Flota allí. El London fue declarado enajenable en Devonport en enero de 1920, y figuró en la lista de venta el 31 de marzo de 1920. Fue vendido para desguace a la Stanlee Shipbreaking Co. el 4 de junio de 1920. Revendido a la Slough Trading Co. acabó finalmente siendo adjudicado a una empresa alemana para hacerse cargo del buque. Remolcado a Alemania para su desguace, acabó sus días en abril de 1922.